# Proof (serie de televisión)
Proof es una serie de televisión estadounidense de drama en TNT desde el 16 de junio hasta el 18 de agosto de 2015. La protagonizan, Jennifer Beals, Matthew Modine, y Joe Morton. Esta producida por TNT, con Kyra Sedgwick, el creador Rob Bragin, Tom Jacobson, Jill Littman, y Alex Graves ejercen como productores ejecutivos. El 24 de septiembre de 2015, se anunció su cancelación por TNT tras una sola temporada.